# Mackova vila na Kypuši
Mackova vila na Kypuši (také Lesní vila nebo hájenka v Kypuši) je významná vila na vrchu Kypuš v podhůří Orlických hor, čp. 377 v osadě Obora, v městské části Ostrovské Předměstí města Lanškroun v okrese Ústí nad Orlicí. Čtyřpodlažní vilu si nechal postavit jako odpočinkové sídlo v roce 1913 zdejší rodák profesor Otto Piffl (1866–1926) – přední rakouský odborník na ušní, nosní a krční choroby, podle návrhu pražského německého architekta Friedricha Kicka (1867–1945) ve stylu historizujícího romantismu. V letech 2007–2009 prošla nákladnou rekonstrukcí, jejímž autorem byl architekt MgA. Přemysl Kokeš. Areál vily tvoří vedle samotné stavby domu první (tzv. Červené) nádvoří, druhé nádvoří s kašnou a oddělená zahrada. V roce 2016 byla na severní straně zahrady zbudována kaple Panny Marie na Kypuši, která byla dne 5. srpna 2016 vysvěcena královéhradeckým biskupem msgr. Janem Vokálem.
Vila nese jméno podle svého současného majitele, místopisný název hory Kypuše (450 metrů) vznikl zkomolením původního německého názvu Kühebusch (kraví křoví).
Vila je uváděna v publikaci Slavné vily Pardubického kraje (nakladatelství Foibos 2009, str. 74) a v obrazové publikaci Kypuše, moje láska, která měla být vydána v roce 2019.